# Алія Шанелль Скотт
Алія Шанелль Скотт(англ. Alyah Chanelle Scott, 3 липня 1997, Х'юстон, Техас, США) — американська актриса. Вона найбільш відома своїми ролями Вітні Чейз у серіалі HBO Max 2021 року «Сексуальне життя студенток» та роллю Тімберлі Фокс у серіалі Hulu «Перезавантаження» 2022 року.

## Молодість і освіта
Алія Шанель Скотт виросла в Перленді, штат Техас, передмісті Х'юстона. Її мати є аерокосмічною інженеркою NASA, а батько працює фінансистом в автомобільній компанії. Вона відвідувала середню школу Гленди Доусон, яку закінчила в 2015 році.
Вона отримала ступінь бакалавра в програмі музичного театру Мічиганського університету.

## Кар'єра
Скотт провела кілька літ, виступаючи в постановках музичного театру Вічіта, зокрема «Горбань із Нотр-Дам» і «Піпін». На останньому курсі коледжу Скотт отримала роль Набулунгі, головної жіночої ролі в «Книзі Мормона» для національного туру мюзиклу по США. Вона приєдналася до туру в липні 2019 року та виступала в сотнях шоу до початку 2020 року, коли його шоу було скасовано через пандемію COVID-19.
Скотт зіграла у серіалі Мінді Калінг «Сексуальне життя студенток» у ролі Вітні Чейз, прем'єра якого відбулася на HBO Max 18 листопада 2021 року. Шоу було продовжено на другий сезон.
Скотт також знялася у серіалі Стіва Левітана «Перезавантаження» в ролі Тімберлі Фокс, прем'єра якого відбулася на Hulu 20 вересня 2022 року.

## Фільмографія

### Телебачення
| Рік            | Назва                        | Роль          | Нотатки          |
| -------------- | ---------------------------- | ------------- | ---------------- |
| 2019 рік       | «Прогулянка»                 | Маккенна      | Короткий фільм   |
| 2021 — тепер   | «Сексуальне життя студенток» | Вітні Чейз    | Головна роль     |
| 2022 — дотепер | «Перезавантаження»           | Тімберлі Фокс | Повторювана роль |

### Сцена
| Рік            | Виробництво     | Роль      | Місце проведення     |
| -------------- | --------------- | --------- | -------------------- |
| 2019–2020 роки | «Книга Мормона» | Набулунгі | Національний тур США |